# Alexander Sideras
Alexander Sideras Αλέξανδρος Σιδεράς (* 18. November 1935 in Kandila, Präfektur Ätolien-Akarnanien; † 14. Juli 2019) war ein griechisch-deutscher Altphilologe, Byzantinist und Neogräzist.

## Leben
Sideras leistete von 1957 bis 1958 seinen Militärdienst bei der griechischen Armee ab und studierte anschließend klassische Philologie, Philosophie und Sprachwissenschaft an der Universität Athen. Nach dem Diplomexamen vertiefte er ab 1963 seine Studien an der Universität Göttingen. 1967 wurde er bei Karl Deichgräber und Will Richter mit der Dissertation Homerismen in der Sprache des Aischylos promoviert, die 1971 unter dem Titel Aeschylus Homericus bei Vandenhoeck & Ruprecht erschien. 1968 erhielt er einen Lehrauftrag für Neugriechische Philologie am Seminar für Klassische Philologie, 1975 wurde er mit dem Aufbau einer byzantinischen und neugriechischen Bibliothek beauftragt. Mit seiner Habilitation 1984 begründete er das Fach Byzantinische und Neugriechische Philologie an der Universität Göttingen und vertrat es zunächst als Akademischer Oberrat, später als außerplanmäßiger Professor. Von 2001 bis 2005 gab Sideras zusammen mit Brita Kotrasch die Zeitschrift Göttinger Beiträge zur Byzantinischen und Neugriechischen Philologie heraus; in der begleitenden Monografienreihe Göttinger Studien zur Byzantinischen und Neugriechischen Philologie erschien ein Beitrag (Andras Rhoby: Reminiszenzen an antike Stätten in der mittel- und spätbyzantinischen Literatur, 2003). Seit der Pensionierung von Sideras im Sommer 2006 sind die Fächer Byzantinistik und Neogräzistik an der Universität Göttingen keine Studienfächer mehr. Eine Forschungsstelle für byzantinische und neugriechische Literatur ist noch vorhanden. Am Seminar für Klassische Philologie werden immer noch Neugriechischkurse für Anfänger und Fortgeschrittene angeboten.
Sideras beschäftigte sich mit der griechischen Literatur und Sprache von der Antike über die byzantinische Ära bis zur Gegenwart. Er war mit der Neogräzistin Paraskevi Sidera-Lytra verheiratet. Ihr Sohn ist der Schriftsteller und Übersetzer Agis Sideras.

## Schriften
- Aeschylus Homericus. Untersuchungen zu den Homerismen der aischyleischen Sprache (= Hypomnemata. Untersuchungen zur Antike und zu ihrem Nachleben. Heft 31). Vandenhoeck & Ruprecht, Göttingen 1971, ISBN 3-525-25123-8.
- Textkritische Beiträge zur Schrift des Rufus von Ephesos De renum et vesicae morbis (= Akademie der Wissenschaften und der Literatur. Abhandlungen der geistes- und sozialwissenschaftlichen Klasse. Jahrgang 1971, Nummer 3). Franz Steiner, Wiesbaden 1971.
- Rufi Ephesii de renum et vesicae morbis. Rufus von Ephesos, Über die Nieren- und Blasenleiden. Herausgegeben und übersetzt (= Corpus Medicorum Graecorum. Band 3,1). Akademie-Verlag, Berlin 1977.
- 25 unedierte byzantinische Grabreden (= Κλασικά γράμματα. Band 5). Paratērētēs, Thessaloniki 1990.
- Die byzantinischen Grabreden. Prosopographie, Datierung, Überlieferung. 142 Epitaphien und Monodien aus dem byzantinischen Jahrtausend (= Wiener byzantinistische Studien. Band 19). Verlag der Österreichischen Akademie der Wissenschaften, Wien 1994, ISBN 3-7001-2159-8 (teilweise zugleich Habilitationsschrift, Universität Göttingen 1982).
- Eine byzantinische Invektive gegen die Verfasser von Grabreden Anōnymu monōdia eis monōduntas. Erstmals herausgegeben, übersetzt und kommentiert. Nebst einem Anhang über den rhythmischen Satzschluß (= Wiener byzantinistische Studien. Band 23). Verlag der Österreichischen Akademie der Wissenschaften, Wien 2002, ISBN 3-7001-3063-5.
- als Herausgeber mit Paraskevi Sidera-Lytra: Spaziergang durch das alte Athen. Gedichte und Bilder aus der griechischen Hauptstadt. Verlag der Griechenland-Zeitung, Athen 2010, ISBN 978-3-99021-001-7.
- Gregorii Antiochi opera. Orationes et epistulae. Introductione instruxit, edidit et germanice vertit. Gregorius Antiochos, Werke. Reden und Briefe. Eingeleitet, herausgegeben und übersetzt (= Corpus Fontium Historiae Byzantinae. Band 54). 2 Teilbände, Verlag der Österreichischen Akademie der Wissenschaften, Wien 2021, ISBN 978-3-7001-8365-5.